# دبورا اولین
دبورا سوچاچوسکی اولین (زاده ۱۲ مارس ۱۹۶۶) یک هنرپیشه اهل برزیل است.
دبورا یهودی الاصل و دختر اقتصاددان هارولدو بروس اولین و جامعه‌شناس سوزانا سوچاچوسکی اولین، و خواهر بازیگر کارلوس اولین است.

## زندگی شخصی
او در سال ۱۹۸۸ با کارگردان تلویزیونی دنیس کاروالیو ازدواج کرد و در سال ۱۹۹۳ صاحب تنها دخترش شد. آنها پس از ۲۴ سال در دسامبر ۲۰۱۲ از جدا شدند. در ۲۶ آوریل ۲۰۱۴، دبورا با معمار آلمانی دتلف اشنایدر ازدواج کرد.

## فیلم‌شناسی
- ۱۹۸۸ - رمز و راز در کالج برزیل - لودمیلا[۸]
- ۱۹۹۴ - لامارکا .... مارینا[۹]
- ۲۰۰۱ - اشتراک گذاری .... خودش[۱۰]
- 2006 - Mulheres do Brasil .... ریتا
- ۲۰۰۶ - بزرگ‌ترین عشق از همه .... کارولینا
- ۲۰۱۷ - دیمینوتا .... جولیا[۱۱]